# Yogi Björn (film)
Yogi Björn är en amerikansk familje-komedifilm från 2010, i regi av Eric Brevig, producerad av Donald De Line och Karen Rosenfelt, skriven av Brad Copeland, Joshua Sternin och Jeffrey Ventimilia. Filmen är baserad på den animerade TV-serien The Yogi Bear Show och karaktären Yogi Björn skapad av William Hanna och Joseph Barbera. Filmen berättar om Yogi Björn när han försöker rädda sin nationalpark från att bli förstörd.